# 奎爾山 (維內迪傑山脈)
47°02′00″N 12°16′07″E / 47.033303°N 12.268717°E

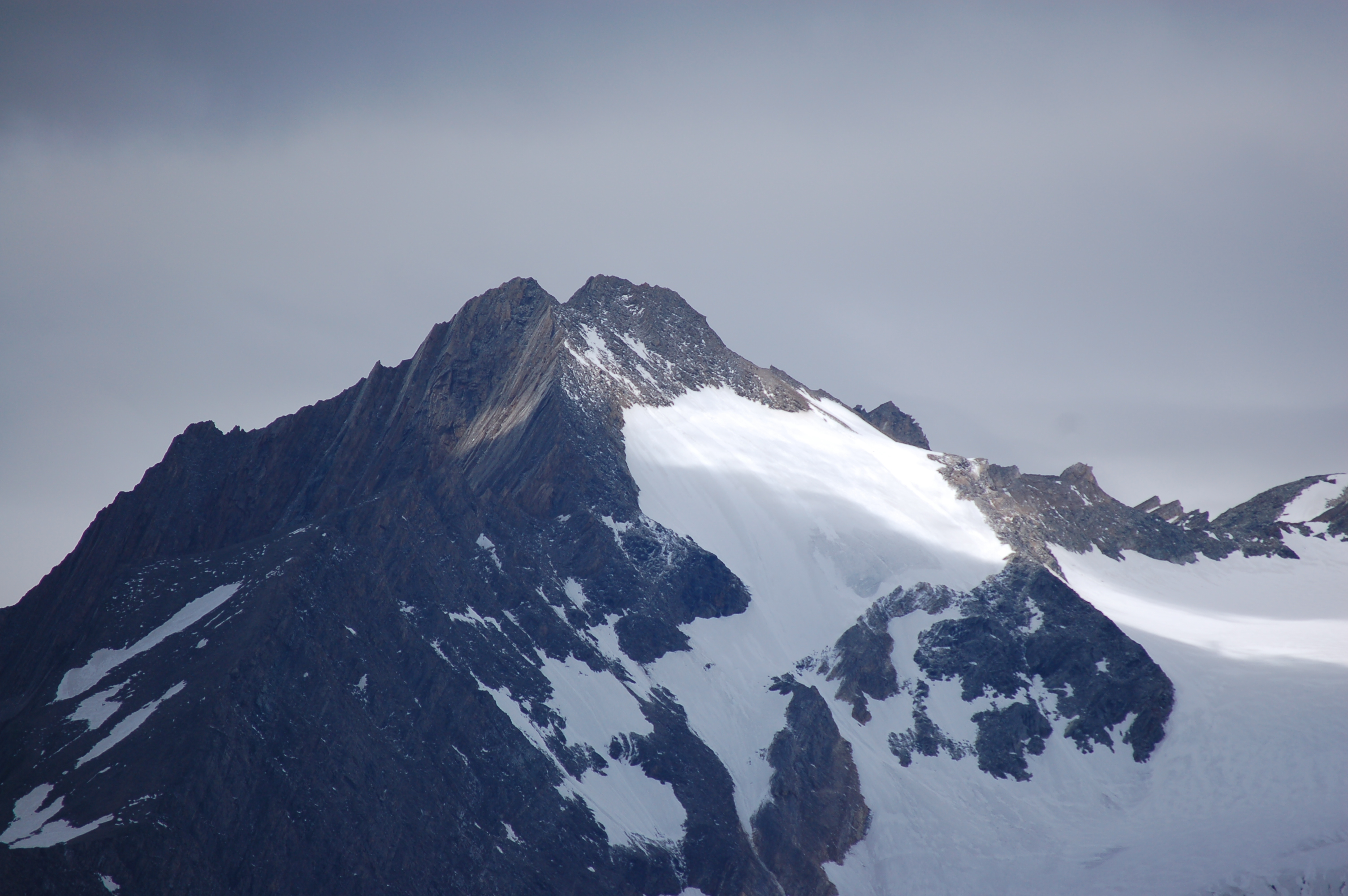

奎爾山（德語：Quirl），是奧地利的山峰，位於該國西部，由蒂羅爾州負責管轄，屬於維內迪傑山脈的一部分，海拔高度3,251米，人類在1887年7月19日首次登頂。